# 1990 في نيوزيلندا
فيما يلي قوائم الأحداث التي وقعت خلال عام 1990 في نيوزيلندا.

## أحداث
- 24 يناير – دورة ألعاب الكومنولث 1990

## سياسة

### تعيين في المنصب
- 27 أكتوبر – بيل إنجليش عضو مجلس النواب النيوزيلندي.
- 27 أكتوبر – جيني شيبلي عضو مجلس النواب النيوزيلندي.

### انتهاء فترة المنصب
- 27 أكتوبر – جيني شيبلي عضو مجلس النواب النيوزيلندي.
- 27 أكتوبر – جيوفري بالمر عضو مجلس النواب النيوزيلندي.
- 2 نوفمبر – هيلين كلارك وزير الصحة [الإنجليزية]‏.

## مواليد

### يناير
- 14 يناير – توماس سكالي درّاج طريق نيوزيلندي.

### مارس
- 13 مارس – جوش بلوكسهام لاعب كرة سلة نيوزيلندي.
- 27 مارس – كيمبرا

### أبريل
- 7 أبريل – جورج بينيت درّاج طريق نيوزيلندي.

### نوفمبر
- 8 نوفمبر – ساشا جونز لاعبة كرة مضرب أسترالية.
- 26 نوفمبر – آرون جيت